# Sergio Marques (triatleta)
Sergio Marques es un deportista portugués que compitió en triatlón. Ganó dos medallas en el Campeonato Europeo de Triatlón de Larga Distancia en los años 2015 y 2016.

## Palmarés internacional
| Campeonato Europeo | Campeonato Europeo     | Campeonato Europeo | Campeonato Europeo |
| Año                | Lugar                  | Medalla            | Prueba             |
| ------------------ | ---------------------- | ------------------ | ------------------ |
| 2015               | Weymouth (Reino Unido) | Medalla de bronce  | Individual         |
| 2016               | Poznan (Polonia)       | Medalla de plata   | Individual         |